# Sterling (Connecticut)
Sterling és una població dels Estats Units a l'estat de Connecticut. Segons el cens del 2005 tenia 3.519 habitants.

## Demografia
Segons el cens del 2000, Sterling tenia 3.099 habitants, 1.116 habitatges, i 835 famílies. La densitat de població era de 43,9 habitants/km².
Dels 1.116 habitatges en un 40,2% hi vivien nens de menys de 18 anys, en un 60,7% hi vivien parelles casades, en un 8,4% dones solteres, i en un 25,1% no eren unitats familiars. En el 18,1% dels habitatges hi vivien persones soles el 5,6% de les quals corresponia a persones de 65 anys o més que vivien soles. El nombre mitjà de persones vivint en cada habitatge era de 2,78 i el nombre mitjà de persones que vivien en cada família era de 3,15.
Per edats la població es repartia de la següent manera: un 28,1% tenia menys de 18 anys, un 7,6% entre 18 i 24, un 36,4% entre 25 i 44, un 20,4% de 45 a 60 i un 7,5% 65 anys o més.
L'edat mediana era de 34 anys. Per cada 100 dones de 18 o més anys hi havia 107,2 homes.
La renda mediana per habitatge era de 49.167 $ i la renda mediana per família de 52.202 $. Els homes tenien una renda mediana de 39.792 $ mentre que les dones 26.167 $. La renda per capita de la població era de 19.679 $. Aproximadament el 3,8% de les famílies i el 6% de la població estaven per davall del llindar de pobresa.

## Fills il·lustres
- Bhartolome Brown (1772-1854) compositor.